# Monterenzio
Monterenzio – miejscowość i gmina we Włoszech, w regionie Emilia-Romania, w prowincji Bolonia.
Według danych na styczeń 2009 gminę zamieszkiwało 5970 osób przy gęstości zaludnienia 56,7 os./1 km².